# Kita-ku (Hamamatsu)
Kita-ku (北区 Kita-ku?) es uno de los siete barrios de la ciudad de Hamamatsu, Japón. Hasta el 1 de septiembre de 2011 tenía una población estimada de 94.380 habitantes y una densidad de 319 personas por metro cuadrado. La superficie total del barrio es de 295,59 km².